# 普遍記号法

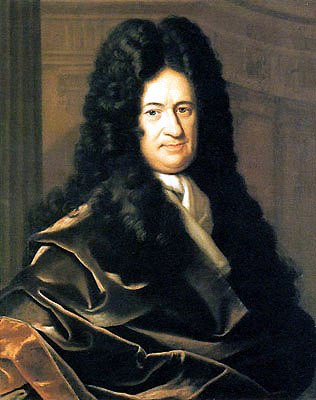
ライプニッツ肖像画

普遍記号法 ( ふへんきごうほう  羅: characteristica universalis ) は、ドイツの哲学者・数学者・科学者であるゴットフリート・ヴィルヘルム・ライプニッツが構想した普遍的で形式的な言語である。
この言語は、数学的概念、科学的概念、形而上学的概念のいずれをも表現できるものとして考案された。ライプニッツは、機械化可能な普遍論理計算――「推論計算器 ( 羅: calculus ratiocinator ) 」――が可能な言語の創造を目指した。

## 記号法の定義
ライプニッツは数学者として解析学へ貢献の貢献が有名である。ニュートンと同時期、かつ独力で無限小計算の概念を導入し、積分に対する微分を計算する法則である「ライプニッツの積分法則」を発案している。
哲学者としても、彼は論理学、形而上学、法学、倫理学、さらには政治学や神学について数々の考察を残した。
青年期の著作『組合せ術について ( 羅: De arte combinatoria  ) 1666年刊行』において、彼は記号言語の最初の形式を導入しようと試みたが成功しなかった。
彼は「普遍記号法」 ( 羅: characteristica universalis  または羅: lingua philosophica   ) と呼ぶ形式的な普遍言語の可能性について数多くの機会に論じた。
それは、合理的な分野はもちろん、美学（美学だけでなく芸術理論等）などの分野の言説も含めての発展に寄与した。特に、形而上学、法学、音楽の記法、倫理学、数学、物理学において顕著である。
ラテン語の ( 羅: caracteristica ) は「記号」を意味し、ライプニッツはこの「記号法」を、あらゆる概念を統一的に表現できる形式言語とするべく構想していた。
ライプニッツによれば、普遍記号法の創造は推論計算器 ( 羅: calculus ratiocinator ) 創造への第一歩である。推論計算器は、考えられるすべての理論的問題を計算によって、つまり、命題の真理値を決定する機械化可能な手続きの有限集合によって解決することを目指した。推論計算器は、電卓の計算と類似した単純な機械化可能な計算機を目指した。
ライプニッツは次のように叫んでさえいる
努力にもかかわらず、彼はこの言語を完成させることに成功しなかった。それでも彼は、幾何学的記号法と無限小計算のアルゴリズムにおいて、局所的にはそのような記号法を確立することに成功した。
ラッセルに由来するとされる批判によれば、彼はアリストテレス論理学が関係について推論するには不十分であることを自覚していた。しかし、アリストテレスの三段論法にあまりに執着していたため、普遍論理計算という自らの計画に必要な改変を加える事ができなかった。